# 四氟化钒
四氟化钒 (VF4)是一种无机化合物，由钒和氟构成。它是一种顺磁性黄棕色固体，吸湿性很强。与同族的四氯化钒不同，四氟化钒因其聚合结构不易挥发，并在熔化之前分解。

## 制备与反应
VF4可以由VCl4与HF反应而成:
VCl4 + 4 HF → VF4 + 4 HCl
四氟化钒就是这样被发现的。
它在325 °C,会歧化成三氟化钒和五氟化钒:
2 VF4 → VF3 + VF5